# 趙彥吶
趙彥吶（?—?），一作赵彦讷，字敏若，彭州（今屬四川）人。
淳熙二年（1175年）登四川類試第。天禧二年（1206年），吳曦叛亂，彥吶殺其大將禄禧，名聲由是大振。嘉定十二年（1219年）經理西和州，五年後轉利州（今四川廣元縣）西路安撫使。寶慶元年（1225年）移利州東路安撫使。寶慶三年，罷官。端平元年（1234年）擔任四川安撫制置使兼知興元府。四川制置副使兼成都知府丁黼与赵彦呐之间不合，“各引嫌远逼”，“皆称疾不视事”。端平三年，阔端率军直逼成都，赵彦呐早撒退至夔门（今重慶奉節），成都形同孤城，獨留丁黼率兵巷战，不敌而死。蒙兵至三泉，彥吶大敗，貶衡州，卒。

## 延伸阅读
[在维基数据编辑]
 《宋史·卷413》，出自脱脱《宋史》